# Flickan från Auschwitz
Flickan från Auschwitz är en svensk dokumentärfilm från 2005 regisserad av Stefan Jarl.

## Handling
Cordelia Edvardson var endast fjorton år när hon under andra världskriget fördes först till Theresienstadt och därefter till Auschwitz. Efter kriget kom hon till Sverige och blev journalist. Från 1977 till 2006 var hon bosatt i Jerusalem där hon var Svenska Dagbladets korrespondent.